# Pierre Cottin
Pour les articles homonymes, voir Cottin.
Pierre Cottin (La Chapelle-St-Denis, 16 avril 1823 - Bessancourt, 23 juin 1886) est un graveur et un peintre français.

## Biographie
Pierre Cottin naît à La Chapelle-Saint-Denis le 16 avril 1823.
Il se forme auprès de Jean-Pierre-Marie Jazet, notamment à la gravure en manière noire,.
Cottin devient d'abord actif comme graveur en réalisant un grand nombre de manières noires pour reproduire des tableaux de peintres en vogue de l'époque, tels qu'Henri Frédéric Schopin, Édouard Jean Conrad Hamman, Horace Vernet, Hippolyte Bellangé, François Claudius Compte-Calix, Rosa Bonheur et Alfred de Dreux, ou encore Constant Joseph Brochart et Charles Soubre.

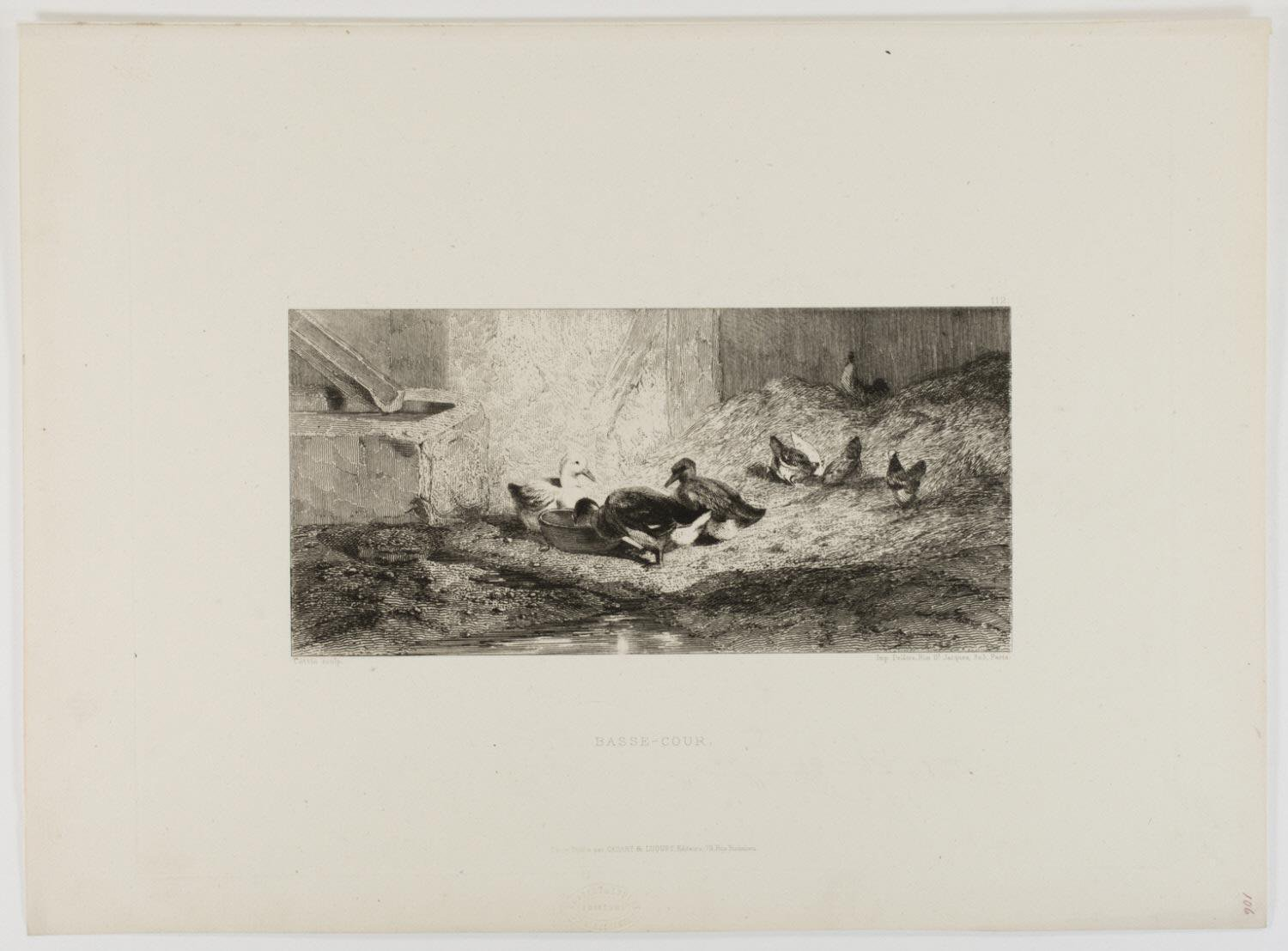
Basse-cour, eau-forte (c. 1864, Philadelphia Museum of Art).

Il est aussi graveur d'œuvres originales, produisant notamment aussi des eaux-fortes à partir de 1860. Ses eaux-fortes originales sont très bien accueillies par la critique, notamment Basse-cour, qui est considérée comme son chef-d'œuvre, et il continue à en produire jusqu'à sa mort.
Cottin produit aussi des lithographies et des tableaux de paysages ou de genre,. Il travaille beaucoup pour Goupil & Cie et « ses grands sujets à accrocher aux murs ».
Il expose des gravures au Salon de peinture et de sculpture en 1845, puis un tableau de genre, Un vendredi, en 1851, et continue d'exposer régulièrement jusqu'à la fin de sa vie.
Pierre Cottin meurt à Bessancourt le 2 juin 1886,.

## Œuvre

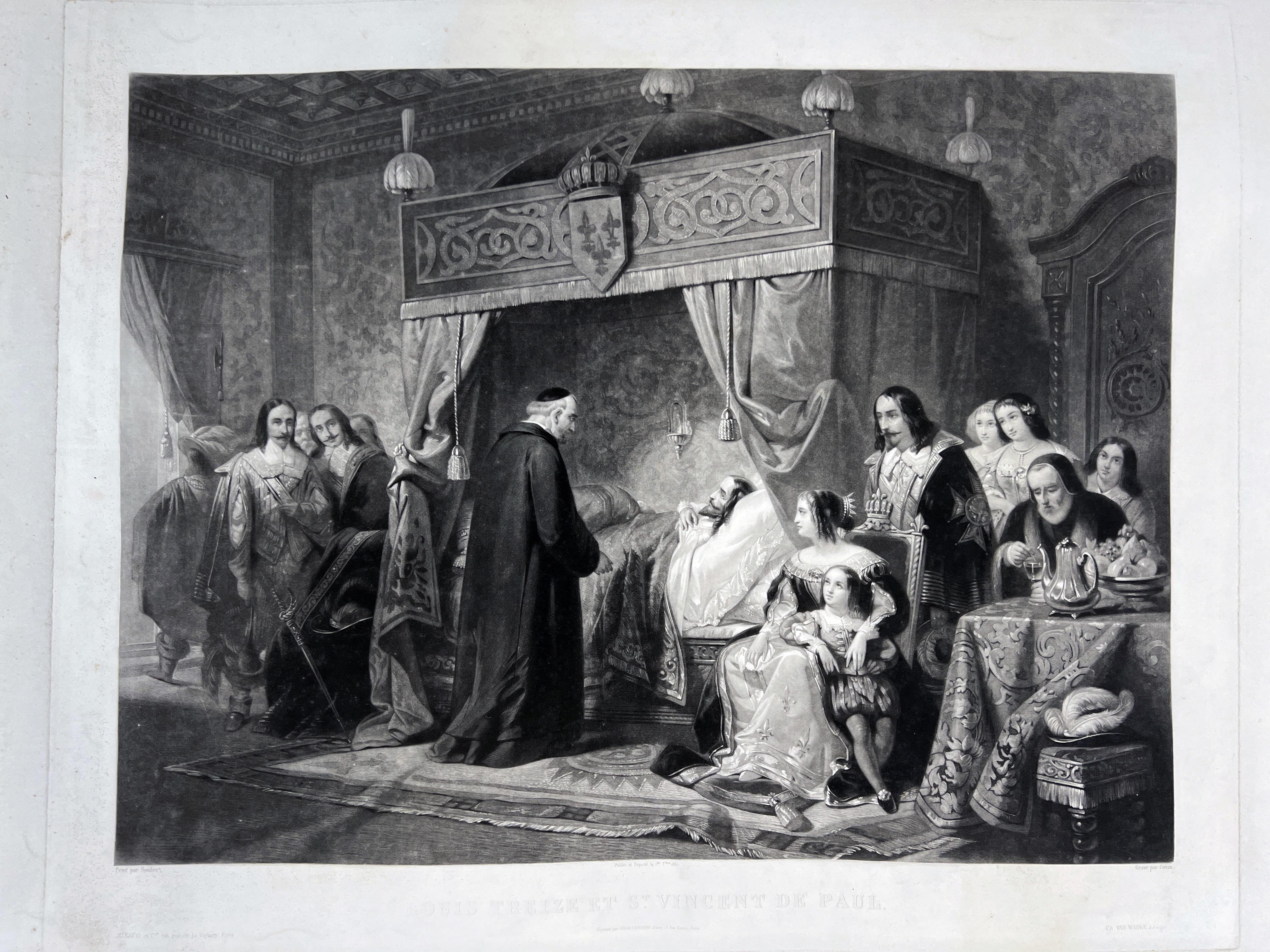
Louis XIII et Saint Vincent de Paul, lithographie d'après Charles Soubre (1861, coll. priv.).

Les œuvres de Pierre Cottin sont notamment conservées dans les institutions muséales suivantes :
- Belgique
  - Bibliothèque royale de Belgique[9]
- États-Unis
  - Philadelphia Museum of Art[10]
- France
  - Bibliothèque nationale de France[11],[12]
  - Musée d'Orsay[13]
- Pays-Bas
  - Geldersch Landschap en Kasteelen[14]
- Royaume-Uni
  - British Museum[15]
  - Bowes Museum[16]